# 三笑亭夢楽
三笑亭 夢楽（さんしょうてい むらく、1925年1月5日 - 2005年10月28日）は、岐阜県岐阜市出身の落語家。生前は落語芸術協会に所属。本名∶渋谷 滉。出囃子は『筑摩祭』。

## 来歴
錦城商業学校卒業。映画カメラマンの成島東一郎は中学時代の同級生。
幼少時代に馬賊に憧れていたことから、1942年より単身中国北京へ移住。敗戦後帰国し、農林省開拓局に入局。
永井荷風を通じて正岡容を知り、その紹介で、1949年3月に五代目古今亭今輔に入門する。前座名は「今夫」。しかし、当の本人は新作落語、古典落語の概念をあまり知らずとりあえず今輔から提供を受けた新作の台本をやっていたが、ある日柳家金語楼から渡された新作の台本を「八っつぁん」「熊さん」に書き換えたことで今輔から叱責され古典路線に転向する。
1951年4月に新作中心の今輔門下から八代目三笑亭可楽門下へ円満移籍し、5月に二つ目に昇進して「夢楽」と改名。初代朝寝房夢羅久（笑語楼夢羅久）が一時名乗った「夢楽」の名を二つ目の芸人が継ぐことに対し、当時の落語界では猛反発が起こった。しかし落語界の実力者であった五代目柳亭左楽の鶴の一声で襲名が許された。1958年9月、二代目桂伸治、春風亭柳昇、二代目桂小南、三遊亭小圓馬、四代目春風亭柳好と共に真打に昇進。
『寄合酒』『三方一両損』『妾馬』などの長屋物を得意ネタとし、明るく軽妙で当意即妙な芸風から大喜利も得意とした。また、『お笑いタッグマッチ』（フジテレビ）、『ばつぐんジョッキー』（CBCラジオ）などのテレビ番組・ラジオ番組にも出演し、人気を集めた。
2003年に寄席を引退。2005年10月28日、肺不全のため東京都豊島区の病院で死去。80歳没。生前最後の高座は2004年11月3日、お江戸上野広小路亭での「三方一両損」であった。戒名は「笑林院夢楽日悠居士」。

## 芸歴
- 1949年3月 - 五代目古今亭今輔に入門、前座名は「今夫」。
- 1951年4月 - 八代目三笑亭可楽門下移籍。
- 1952年5月 - 二ツ目昇進、「夢楽」と改名。
- 1958年9月 - 真打に昇進。

## 人物
- 北京大学出身を自称した。
- 中国に住んでいた経験から、海外での口演も積極的に行なった。
- 喧嘩っ早いことで有名だった。
- 異性関係などで数々の武勇伝を持つ。また、同性とも関係を持った。
- 古典落語の探求にも熱心で、約20年間、古典落語の勉強会として「若手落語会」を主宰した。この若手落語会には、7代目（自称5代目）立川談志、5代目三遊亭圓楽、3代目古今亭志ん朝らが参加した。

## 主な演目
- 大山詣り
- 蒟蒻問答
- 三人旅
- 三方一両損
- 高田馬場
- 長命
- 転宅
- 反魂香
- 富士詣り
- 味噌蔵
- 妾馬
- 厄払い
- 寄合酒
- 一目上がり

## 音源
- NHK DVD 落語名作選集 三笑亭夢楽（DVD、UIBZ-5033）
- なごやか寄席 初代 三笑亭夢楽（UICZ-4573、VODL-60892～894）
- NHK落語名人選100 61・62 初代 三笑亭夢楽 「三方一両損」「三人旅」（POCS-25061、62）

## 著書
- いたずらの名人 筑波書林 1976/03/06

## 弟子

### 直弟子
- 九代目三笑亭可楽 - 八代目可楽没に伴い移籍
- 三笑亭茶楽 - 八代目可楽没に伴い移籍
- 初代三笑亭夢丸
- 三笑亭夢太朗
- 柳亭楽輔 - 四代目柳亭痴楽の病気療養に伴い移籍
- 三笑亭夢之助
- 三笑亭夢三四

### 元弟子
- 三笑亭小夢 - 桂文生門下に移籍